# Libnotes klossi
Libnotes klossi är en tvåvingeart som beskrevs av Alexander 1927. Libnotes klossi ingår i släktet Libnotes och familjen småharkrankar. Inga underarter finns listade i Catalogue of Life.